# یواس‌اس بنسون (دی‌دی-۴۲۱)
یواس‌اس بنسون (دی‌دی-۴۲۱) (به انگلیسی: USS Benson (DD-421)) یک کشتی بود که طول آن ۳۴۱ فوت (۱۰۴ متر) بود. این کشتی در سال ۱۹۳۹ ساخته شد.